# Ecthymia
Ecthymia là một chi bướm đêm thuộc họ Noctuidae.